# Arachnothera
Az Arachnothera a madarak osztályának a verébalakúak (Passeriformes) rendjébe, ezen belül a nektármadárfélék (Nectariniidae) családjába tartozó nem.

## Rendszerezésük
A nemet Coenraad Jacob Temminck holland arisztokrata és zoológus írta le 1826-ban, az alábbi fajok tartoznak ide:
- vastagcsőrű pókvadász (Arachnothera crassirostris)
- hosszúcsőrű pókvadász (Arachnothera robusta)
- Arachnothera flammifera
- fehértorkú pókvadász (Arachnothera longirostra)
- Arachnothera dilutior
- Whitehead-pókvadász (Arachnothera juliae)
- sárgabarkós pókvadász (Arachnothera chrysogenys)
- csupaszfejű pókvadász (Arachnothera clarae)
- pápaszemes pókvadász (Arachnothera flavigaster)
- nagy pókvadász (Arachnothera magna)
- szumátrai pókvadász (Arachnothera affinis)
- Arachnothera modesta
- borneói pókvadász (Arachnothera everetti)

## Előfordulásuk
Dél-Ázsia és Délkelet-Ázsia területén honosak. Természetes élőhelyeik a szubtrópusi és trópusi erdők és cserjések, valamint emberi környezet. Állandó, nem vonuló fajok.

## Megjelenésük
Testhosszuk 16-22 centiméter körüliek.